# Cresteaju
『Cresteaju』（クレスティーユ）はMicrosoft Visual C++で作成され2001年に配信されたフリーゲーム。ジャンルはRPGで、作者はアマチュアゲームプログラマのShou（河合章悟）。略称は「クレス」。また、前作『AMEL BROAT』と合わせて「アメクレ」と呼ばれることもある。 

## 概要
同じ作者による長編RPGの3作目（未公開ながら「石がすがすがしい」という作品が存在することから、ここでは「AMEL BROAT」を2作目と定義する）。世界観はファンタジーであるが、一般のファンタジーRPGに多く見られる魔王の類は登場しない。
戦闘画面は3D風のバトルフィールド上で2Dのキャラクターが動く形式で、システム的には位置取りにより、隊列と射線・魔法の効果範囲の概念を取り入れつつもベーシックなターン制コマンド選択方式である。この他にマイナス値が存在するLP（ライフポイント、HPに相当）や、魔法を使わないと徐々に回復するMC（マジックキャパシティ、MPに相当）、レベルアップ時に与えられる魔法修得値と修得コストによる魔法獲得（一般的なRPGではプレイヤーに選択権はない）など、基本システムにも独自の工夫が凝らされている。
ストーリー・世界設定において前作との関わりはみられないが、アイテム・魔法・モンスターの名前に前作のものがいくつか見られる。（「凍った豆腐」・「ディフュージョン」・「キラキラ」等）
2020年9月17日にはHDリマスター版がNintendo Switch向けに発売された。新規要素として、フィールドの3D化、一部イベントシーンでのキャラクターボイス追加、シナリオ・BGM追加、クリアタイムを競うオンラインランキングの追加などが行われている。

## ストーリー
新興宗教エターナルは「全ての人に永き幸せを」の題目の元、その巨大な軍事力で大陸を統一支配しようとしていた。彼らが崇め、その復活を目論んでいる古代神クレスティーユとは、遥か古代において主神・ディーンに次ぐ力を持ち、戦闘を司っていたとされる存在である。
大陸に点在する町（物語の舞台となるフィルガルト大陸には王国などの国家がなく、各都市は自治を行なっており、それには理由があることが後におぼろげに示唆される。）が次々とその支配下に置かれてゆく中、ついに主人公・ルナンの住む町クレスフィールドも直接攻撃を受ける。正面切っての戦いならば負けることはないと思われた町議会だったが、仲間の裏切りにより指導者ガゼールを無力化され、その侵攻にあえなく屈する。
戦いのさなか、かねてから親交のあった町への救援を求める手紙を議長ガゼールの娘・ルナンが託され、脱出するところから物語は始まる。
親の仇を追う剣士ディザ、師の影を追う学者サヴィアーらと偶然の出会いや一時的な利害の一致から手を組んだルナンは、様々な出会いと事件を経て成長してゆく。
仲間たちと互いの追うものが同じであることに気づいたとき、失われた幼い頃の記憶が蘇るとき、そして第3の勢力・魔導師クレイシヴによって古代神クレスティーユの正体が明らかにされるとき、物語は大きな転回点を迎える。

## 登場人物
担当声優はリマスター版のもの。

### 戦闘メンバー
ルナン
声 - 夏代めぐみ
主人公。推定18歳だが、幼い頃の記憶がないため正確には定かでない。クレスフィールド議会の長ガゼールの養女。故郷を襲撃されたことからエターナルと、直接窮地に陥れたフォールン個人とを激しく憎悪するようになる。トマトと温泉が好き。一応オールラウンダーと言えるがあまり大きな武器は扱えないため、戦闘では主に魔法を使って戦う。銃はある程度使える。ほぼ全ての攻撃魔法を習得可能。通常よりも威力の高い物理攻撃／魔法攻撃、受けた攻撃を無効化すると同時に高威力の反撃を行うものなど多彩な必殺技を持つ。
ディザ
声 - 藤野裕規
ルナンが森でエターナルと揉めていたところを助け、仲間になる。魔導師だった両親を殺した仇を追うために旅をしていた。触れると怪我をするほどの剛毛で、それを揶揄してタワシと呼ばれると激怒する。妹のナックに極度に甘い所があり、ルナンからシスコンと思われている。魔法の里アルシアの生まれにもかかわらず白兵戦を得意とし、魔法は苦手。気性を表してか炎系の魔法だけはある程度習得できる。必殺技はいずれも物理攻撃で、高威力かつ複数の敵にダメージを与えられるものが揃っている。
サヴィアー
声 - 陳内将
黒いマントに黒縁眼鏡、緑の髪に赤いバンダナという独特なセンスの服装をしている。博識で視野が広く、解説役にまわることもしばしばであるが、反面どこか抜けている。かつて師事していた研究者の行方を追って旅をしていた。大の酒豪。夜通し飲むこともまれでは無いため「徹夜のサヴィアー」の異名を持つ。また、ピッキングが得意で口がうまい。出会った途端シンディに一目惚れ。状態系補助魔法と銃の扱いに長け、必殺技は全て銃関連。ちなみに、パーティの中ではルナンに最初に出会うキャラでもあるが、気付くプレイヤーは少ないとされる。
ナック
声 - 村岡仁美
ディザの妹。大陸教会の僧侶見習い。ライゼルのギャグに唯一理解を示し「お師匠様」と呼んで尊敬し弟子入りする。16歳にしてサヴィアーに劣らずの酒豪。唯一回復魔法をコンプリートできる。攻撃魔法は水系と土系が得意であり、補助魔法も得意。武器はナイフと一部の特殊武器しか扱えず、打たれ弱い。必殺技には師であるライゼルの「笑撃波」と同等の効果を持つ「お師匠様の教え」のほか、LC大幅回復の「光の雫」、魔法回復量増加の「ホーリークロス」など補助的なものが多い。
ライゼル
声 - 上田こうすけ
自称・旅する大道芸人。お笑いショーと称して街や村、果ては山頂宿屋でゲリラ的にライブを行うが、その内容は聞く者すべてが凍り付いてしまうほど寒い。とあるイベントシーンを除き、作中でこれを賞賛するのはナックだけである。不可聴音であるはずだが、ゾウの使う重低音を聞き分ける能力を持つ。元傭兵であったが、ある出来事を境に廃業し以来旅芸人として世界中を回っていた。魔法を一切扱えず肉弾戦に特化しており、LPと力は全キャラ中トップクラス。あらゆる敵の動きを止める「笑撃波」のほか、「大切離(おおぎり)」、「神堕雷(かなだらい)」と笑いにちなんだ名前の必殺技を持つ。
シンディ
声 - 村田知沙
物静かで、どことなく影の漂う女性。謎が多い雰囲気でサヴィアーをノックアウト。遺跡のガイド役として一時ルナン一行と合流する。また、ツーリアでも一時的に仲間になる。個人的な事情からエターナルに所属しているが、他のエターナルとは一線を画している。剣・魔法を幅広く扱える万能型。魔法は水及び岩系が得意。
ユミ
声 - ほたかける
自称フィルガルト研究家。オイルレイクを調査中のところをルナンたちと出会う。言動にトゲがあり、その言い回しからディザとよく衝突する。研究家だけあってフィルガルトの歴史に詳しいが、これには他にも理由が…。主武器として銃を使うが、戦闘能力は高くない。魔法は性格を良く表し、炎と水系が得意である。

### エターナル
アズグレイ
声 - 佐東充
「全ての人に永き幸せを」を標榜する組織エターナルの総帥。人が永く平和に暮らすためには、千年前に栄華を誇ったフィルガルト帝国のように政治的にも軍事的にも確固たる基盤の元で統治するのが最良であると考えている。大陸各地の人々あるいは町村を勧誘し服従を促し、それを拒む町や思想に否定的な人々に対しては武力を以て従わせる。帝国再建の計画の最終段階として大陸教会に語り伝えられるクレスティーユの復活を目指しており、その復活儀式の聖地としてルナンの故郷であるクレスフィールドが選ばれた。
フォールン
声 - 坂上晶
エターナル幹部の一人で、物語冒頭にてクレスフィールドを陥れたスパイ。軍事作戦一般を指揮していると思われる。強大な力に対する憧れと対抗心が強く、力こそが全てだと考えている。それゆえエターナルに所属しているのは必ずしも思想に共鳴しているからではない。肉弾戦だけでなく補助魔法にも長けており、幹部の中では基本能力は最も高い。服装は黒一色である。
ラーフィア
声 - 土屋実紀
エターナル幹部の紅一点。アズグレイに共鳴し、エターナルの思想を大陸中に広めるべく尽力している。エターナルの論理的部分を一手に引き受け、布教活動は彼女無しには成り立たない。伝染病で故郷の村を失うという悲しい過去を持ち、かつての故郷がどこからも支援を受けられずに滅びたのは大陸を統一する国家がなかったためだと考えていることがエターナルへの参加に繋がっている。エターナルに所属している人々は共通の白い制服を着ているが、彼女のものだけはピンクとなっている。
エド
声 - 須田勝也
エターナルの兵器開発長。マッドサイエンティストでエターナルの兵器を一手に仕切っており、戦闘では多数の兵器を使う。カスケードボムに並ぶ技のひとつ「入れ歯クラッシュ」は名前こそ間抜けだが威力は大きく、そのギャップから作者サイトの掲示板でファンへの知名度は本人より高いのではとの声が上がったこともある。

### その他
ガゼールクレスフィールド議会議長で、主人公ルナンの養父。その手腕から街の人々の信頼を集めている。エターナル襲撃時も先頭に立って侵攻を阻止し英武にも秀でている。フォールンの裏切りにより体の自由を奪われながらも尚抵抗し続け、アネート町長への手紙を託したルナンの血路を開いた。
ジュリアス／ピエール
声 - 朝田陽貴（ジュリアス）／小林直人（ピエール）
盗賊団「シューティングスター」の盗賊。ウェスカでルナンに絡むのを皮切りに物語中たびたび登場する。基本的に脇役だが登場するときのインパクトが強いため記憶に残るキャラ。ただし、作者ですら二人の区別はつけられない。
クレイシヴ
声 - 上田こうすけ
白髪の老人。ルナン一行の旅先に時折姿を見せては思わせぶりな発言を繰り返す。古代神の謎を始めとして物語の重要な鍵を一手に握る。サヴィアーと同じく序盤で出会うことになるが、気づくプレイヤーは少ない。
アネート町長ガゼールの親友。最近性格が変わったともっぱらの噂。エターナルとの関係に苦慮している。
ドーグリ村長村おこしのためにいろいろ手を尽くすが、やり方がどこかずれている。自分のサインにものすごい価値があると勘違いしている。
ノーステリア町長ノーステリアの地下に住む、責任感が強い人物。ガゼールとは古くからのつきあいらしい。
ダイ村長過疎化が進む村の状況に悩み、村おこしの方法を模索している。その苦悩がとんでもない事件を引き起こすことになる。
マークス町長エターナルの進攻に断固抵抗する。過去のある事件が元でライゼルを非常に憎んでいる。
アルシア長老村の魔導師を束ね、魔法学校を運営するアルシアの長老。ディザとは口論が絶えないが、仲はいい様子。
ディヤマゼビアマインの商人。ほしい物はどんな手を使っても手に入れ、人を見かけで判断する人物。ゼビアマインを支配する人物だが、町民からはエターナルの言いなりと蔑まれている。

## 地理
Cresteajuの舞台となるフィルガルト大陸は巨大な大陸で、周辺にも多数の小島を持ち、大陸内の気候は様々である。「中央山脈」によっておよそ南北に分けられ、北側は乾燥、南側は湿った気候となっている。街・村は南西部と北東部に多く、それぞれ「サウスフィルガルト」、「イーストプレーン」と呼ばれている。北西部は「ウェストデザート」と呼ばれる広大な砂漠である。

### 街・村
クレスフィールドクレスフィールド高地の東の麓にある街。エターナルの襲撃を受け、後にエターナルの聖地となる。織物が特産。
ウェスカ中央山脈の南、クレスフィールド高地の西にある街。エターナルの襲撃から逃れたルナンが最初に到達する町であり、いろいろな旅に役立つ情報が得られる。
セーネウェスカとアネートをつなぐ道の途中にある街。人さらいが横行している。
アネートクレスフィールドの友好街であり、ルナンが手紙を届けるべき最初の目的地である。最近町長の性格が変わったらしいともっぱらの噂。
ドーグリアネートの南にある村で、盗賊に占拠されている。村興しが目下の課題。
フェイマルアネートの対岸にある街。エターナルの本拠地の一つ。
トレイア中央山脈の南の湖の畔の村。クレスフィールドと湖を挟んで対峙する。湖を主な観光資源としている。
ノーステリア中央山脈北側の麓の街で、山脈の南部とイーストプレーンをつなぐ経路として発展した。街の中央に広場があり、自由に商売ができる自由市となっている。大陸経済の中心である。盗賊(というより強盗)対策が目下の課題。サヴィアーの出身地。
ダイノーステリアから東、イーストプレーンの村。奥に森があり、街道から外れている。かつて盗賊団におそわれたこともあり、過疎化が激しい。そのためかエターナルも積極的に支配下に置こうとはしていない。宝物が発見されたとの噂が流れている。作中描写にはないが設定ではアズグレイの出身地である。
マークスイーストプレーンとウェストデザートの境界に位置する街。様々な道具の原材料となるダワン石が採れる。かつて盗賊団に襲われ、壊滅的な打撃を受けた。
アルシア住人のほとんどが魔道師の村。エターナルの手は伸びているが、誰も教義に関心を示さないため苦戦している。魔法学校があり、他の村から魔法を習いに来ている人もいる。ディザとナックの出身地。
セノウ過去に伝染病が流行り、住人がほぼ全滅した村。ルナンは記憶していないが、叔父のガゼールの話ではルナンはセノウで伝染病にかかって生き延び、クレスフィールドに移り住んだとのこと。ラーフィアの出身地でもある。
ゼビアマインイーストプレーンのほぼ中央に位置する炭鉱都市。炭坑資源があるためエターナルに目をつけられ支配下に置かれた。炭坑で遺跡が発見されたため、周辺都市との交通がエターナルによって遮断された。
ツーリアフィルガルト大陸きっての工業都市。街全体が石で覆われ、近代的設備を持っている。フェイマルと共にエターナルの拠点であり、奴隷居住区・エターナル居住区・市民居住区に分かれている。
バイツ大陸北西にある神の山の麓の街。北にウェストデザートが広がる。
シルバースター銀が採れる街で、大陸で使われる銀のほとんどはここで産出されたものを使っている。
サンピアスユミの出身地。現在は誰も住んでいない。
ユールクレイラ温泉が名物の街。街中を温泉の川が流れている。

### 建造物
グラウンドシップ船着き場各地の主要な街であるウェスカ・フェイマル・ノーステリア・ゼビアマインのそばにあるグラウンドシップの港。
港アネート・フェイマル・ツーリア・ジーダイ島にある定期船の港。
一軒家フェイマルの北西にある。住民は一年前に忘れ物をしてしまい困り果てている。
古代図書館クレスフィールドの北部にあり、貴重な書物がたくさん収められている図書館。
全フィルガルトウニ連盟本部通称、「全ウ連」。全大陸のウニ好きが集まる連盟。会長の指示のもと、会員は語尾に「ウニ」をつけることが義務づけられているウニ。
毛糸屋さんイーストプレーンにあり、姉妹で毛糸を集めている。毛糸を渡すとお礼がもらえる。
格闘場ツーリアの西にある。6種のランクの敵と戦い、勝てば賞品をもらうことができる。
豆腐職人の家イーストプレーンにあり、伝説の豆腐を作ることを夢見る曰く付きの豆腐職人とその弟子が住んでいる。
捨てられたタンスセーネの東に捨てられているタンス。グラウンドシップでないといけない場所であり、なぜそのようなところにわざわざ捨てたのかは謎である。
大雪原の家南部大雪原の中央にある家。遺跡のすぐそばにあり、一応人も住んでいる。

### 遺跡・洞窟
シューティングスター本部ドーグリの北西にある洞窟。盗賊団「シューティングスター」のアジトである。
ドーグリの遺跡ドーグリの森にある遺跡。
地の遺跡フェイマルの北にある遺跡。
水の遺跡フェイマルの北西にある遺跡。
レイク・ロードクレスフィールドとトレイアをつなぐ地下通路。
トレイア東の洞窟最初に到着した時点では何もないただの洞穴であり、その存在にも気づかないプレイヤーも多い。物語が進むととあるイベントの舞台になる。
ノーステリアの洞窟ノーステリアの東の山の麓にある洞窟。到着時点では入り口が閉じられており、入ることはできない。
ノーステリアの遺跡ノーステリアの西の森の中にある遺跡。精神体に守られており、中に入ることはできない。
アルシア湖岸洞窟入り口のそばまで水がたまっている。どうやら奥がありそうだが。
ゼビアマイン炭鉱ゼビアマインの炭坑。最近遺跡が発見された。
ジーダイの南部洞窟ジーダイ港から記憶の遺跡へとつながる洞窟。登場する敵は弱いのだが、ある理由から苦戦を強いられることになる。
記憶の遺跡ジーダイ島にあり、メモリーオーブが存在するという遺跡。エターナルが発見した。
流砂の遺跡ウェストデザートに埋もれている遺跡。かつて大陸に神聖フィルガルト帝国があったとき、処刑場として使われた施設の跡。
蜃気楼の塔大陸の隅にあるにもかかわらず、中央山脈のオイルレイクまで見渡すことのできるほど高い塔。
忘れられた遺跡南部大雪原に存在する遺跡。別名「シルバープラント」と呼ばれる銀の精錬所の跡。南部大雪原自体「ほとんど」誰も近寄らない場所であるため「忘れられた遺跡」と呼ばれる。しかし後々重要な意味を持つ。
イリーディアかつて大陸を支配した神聖フィルガルト帝国の首都の跡。その位置については、学者が議論を重ねても分かっていない。
封印の遺跡ジーダイ島にある強力な古代魔法が封印されている洞窟。力を欲する物に対し、その力を得るにふさわしいか試練を与える。
小島の洞窟ジーダイ島の北にある特にイベント等はない洞窟。ただ、モリウニと並ぶレアモンスターが登場する。
竜の祠とある川の上流にある祠。あるアイテムを持って訪れると……？

### 森林
ウェスカ北の森盗賊のアジトがあると噂されている森。
セーネ北西の森森のそばに中に入らないように促すエターナルの看板があり、いかにもエターナルのアジトがあると思わせる。
ドーグリ南の森森の中に遺跡があり、ゲーム開始時点より以前にあった遺跡ブームの時にはかなりにぎわった。
幻惑の樹海クレスフィールドの南に広がる迷路のような森。奥には遺跡があるが、森に阻まれて発見されてはいなかった。気づきにくいが、物語中で最も早く登場するダンジョンである。
ダイの森ダイの村の北に位置する森。森の奥にあるデツーの洞窟で宝が発見されたと噂になっている。また、伝説の珍獣「モリウニ」に遭遇することがある。
サンピアスの森サンピアスの北にある森。ユミの母親の墓がある。

### 地形
サウスフィルガルドクレスフィールド高地の西に広がる平地。イーストプレーンよりは起伏に富んでいる。フィルガルド全体でもっとも人口が多い地方。
クレスフィールド高地中央山脈から南に伸びる高地帯。
中央山脈フィルガルト大陸のほぼ真ん中を東西に横切る山脈。山の峰には黒い油を湛えたオイルレイクが広がっている。
イーストプレーンフィルガルト大陸の北東部に広がる広大な平地。中央に大クレーターがある。中央山脈に吹き付ける湿った北風が雨を降らす。
ジーダイ島フィルガルト大陸の東側、南北に細長い島。あまり人の手が入っておらず、古い遺跡が点在する。
ウェストデザートフィルガルト大陸の北西部の砂漠。グラウンドシップでないと進入することもかなわないため、古い遺跡が当時のまま砂の中に残っていることもある。
神の山バイツのそばにある神が宿るとされる山。肉体を失った精神体の集う山であり、人がうかつに中に入ると高い確率で命を落とすため、死の山とも言われている。
ジェントル・アイランドフィルガルト南方にある謎の島。
南部大雪原フィルガルト大陸最南部の雪原地帯。あまりの寒さに、豆腐でさえも硬く凍ってしまう。

## BGM
作者自身の作曲・打ち込みによるBGMは全41曲、合計2時間22分13秒に及ぶ。
ゲーム本体を起動せずに曲だけを聴く手段として配布されているCresJuke!!（一定の条件を満たすセーブデータが必要）のほか、現在は販売終了している手焼きのサウンドトラック、ファンサイトで現在もミラー配布されている再録版MP3データなどが存在する。
風が吹きはじめるとき起動時・ルナンが過去の記憶を取り戻すイベント
Dragon Breathオープニング-クレスフィールド, 対エターナル戦
Generatorオープニング-森・幻惑の樹海最深部
Endless Wayフィールド
戦いの唄雑魚戦
route 134戦闘勝利時
following the wind街
さかさかば酒場イベント
Cloudy Street森・洞窟など
三等星の流れ星シューティングスターのテーマ
一陣の風ライゼルのテーマ
Lunar Roadボス戦
It's time you had a rest敗北
トマトかじって、ひるはすぎ村
end of long dreaming遺跡
永き幸せの下でエターナル支配下の町
The Eternalエターナルのテーマ
Heat a Heartピンチ
seek a wayルナンが悩んでいるとき
霧深き森幻惑の樹海
遠き日と、遠き風とクレイシヴのテーマ
雲の湧く場所中央山脈, 蜃気楼の塔など
Sunday^2ノーステリア・マークス
全ウ連本部のテーマ全フィルガルトウニ連盟本部
置き去りし過去ライゼルの過去
なつ指輪探しイベント・温泉イベント
sunsetアルシア
endless way piano versionアルシアの墓参りイベント・セノウのイベント・ツーリア脱出後のナックとの会話
ゆりかごに翼をつけてグランドシップ使用時
BREAK A FORTUNEツーリアでのエターナル戦・名言「私たちの先に待っている運命が絶望という運命なら、そんな運命、壊してやるわ！」より
since that dayサンピアス
時の障壁サンピアスでユミがクレイシヴを追いかけるとき・ラスボス戦2ターン目以降
Silver Night忘れられた遺跡
月夜のサミットサブイベント『月夜のサミット』
FATED FORCE降神祭
彗星雨イリーディア
望みしその果てにラスボス第2形態戦
Neber be awakenラスボス戦終了後
IN THE STREAMルナンとアージェの会話
世界のかけらエンディング
風は時を越えてスタッフロール